# Епархия Имолы
Епархия Имолы (лат. Dioecesis Imolensis, итал. Diocesi di Imola) епархия Римско-католической церкви в составе архиепархии-митрополии Болоньи, входящей в церковную область Эмилия-Романьи. В настоящее время епархией управляет епископ Томмазо Гирелли. Почетный епископ — Джузеппе Фабиани.
Клир епархии включает 119 священников (106 епархиальных и 13 монашествующих священников), 9 диаконов, 17 монахов, 140 монахинь.
Адрес епархии: Piazza Duomo 1, 40026 Imola (Bologna), Italia.
Патроном епархии Имолы является святой Кассиан, литургическая память которому отмечается 13 августа.

## Территория
В юрисдикцию епархии входит 108 приходов в коммунах провинций Болонья и Равенна в Эмилия-Романьи.
Кафедра епископа находится в городе Имола в церкви Святого Кассиана.

## История
Христианство в Имоле, в то время Форум Корнелия, появилось в III веке. Распространение новой религии шло из Равенны, города-порта, имевшего тесные связи с Восточной Римской империей. Во время гонений на христиан при императоре Диоклетиане в 303 — 305 годах здесь был замучен святой Кассиан.
Первые доказательства существования епархии Имолы восходят к 374 году.
В IV веке все епархии на территории современной Эмилия-Романьи являлись епископствами-суффраганствами архиепархии Милана. В одном из посланий от 379 года святой Амвросий, архиепископ Милана обращается к епископу по имени Костанций с просьбой посетить церковь в Имоле, чья кафедра в то время пребывала вакантной.
Первым епископом Имолы известным по имени был Корнилий (405). Кафедра в то время находилась при церкви Святого Лаврентия, здание которой не сохранилось. В V веке епархия Форума Корнелия (Имолы) вошла в церковную провинцию Равенны, где находилась до 1582 года.
Во время Готских войн (535—553) Форум Корнелия был разрушен франками и алеманами. Епископ перенёс резиденцию за стены Форума Корнелия, на место, где находилась могила святого Кассиана. Здесь ещё в V веке в честь святого была построена базилика, ставшая кафедральным храмом епархии и остававшаяся им в течение шести столетий. Кроме мощей святого Кассиана, в ней покоились также мощи святых Петра Хризолога и Доната. Вокруг резиденции епископа постепенно образовался городок.
В 568 — 569 году этот городок пострадал от вторжения лангобардов. Лангобарды исповедовали арианство и проявляли враждебность по отношению к местным епископам, державшимся ортодоксии. Только во времена господства Византии в этих землях с 590 года, епископ Имолы смог вернуться на кафедру. Тогда местные лангобарды отказались от арианства и перешли в православие. Когда в 727 — 728 году Имола снова оказалась завоеванной лангобардами, их правители не стали прогонять православного епископа с кафедры.
В 774 году лангобарды были разбиты франками, под предводительством Карла Великого. Епископство Имолы вернулось под юрисдикцию архиепархии Равенны. Спустя несколько лет после 1000 года, городку, образовавшемуся вокруг епископства, дали имя Каструм Санкти Кассиани, и возвели здесь крепость.
5 января 1084 года епископ Морандо утвердил епархиальным центром Цивитас Корнелиесе, расположенный на Виа Эмилии. Это событие привело к разногласиям между епископом, который продолжал находиться вне Форума Корнелия, и духовенством церкви Святого Лаврентия. С XII века конфликт между епископом и духовенством, проживавшим в Форуме Корнелия и сосредоточившемся, главным образом, при приходе Святого Лаврентия стал разрастаться. Этому способствовало и появление здесь свободной коммуны, соперничавшей с властью епископа.
Около 1130 года Папа Гонорий II, уроженец Имолы, вернул местному епископату права, ранее утверждённые епископом Морандо. Этот документ важен, поскольку в нём перечисляются все церкви (всего 18), монастыри (всего 18), замки (всего 16) и речные порты (всего 5), существовавшие в то время на территории Имолы. В 1159 году жители Форума Корнелии встали на сторону гибеллинов, проявив лояльность к императору Фридриху I Швабскому. Этот союз, наконец, нарушил баланс в сторону центра на Виа Эмилии. В 1162 году епископ Родольфо (ныне блаженный), не подчинился приказу императора и не признал антипапу. За это он был изгнан в Масса-ди-Сант’Амброджо (сегодня Кастель-дель-Рио), и смог вернуться на кафедру только спустя три года.
В 1175 году Кристиано, канцлер и имперский генерал, напал на все замки гвельфов в округе, в том числе и на Каструм Санкти Кассиани, который был стерт с лица земли. Были похищены мощи святых Петра Хризолога и Доната. Мощи святого Кассиана остались на прежнем месте. После разрушения епископского замка, епископу Энрико (1173—1193) пришлось перенести резиденцию в Форум Корнелия. 3 июля 1187 года официальным актом, местный муниципалитет разрешил епископу возвести новый собор Имолы и епископский дворец. В 1217 году сюда были перенесены мощи святого Кассиана.
В 1582 году епархия Имола вошла в церковную провинцию Болоньи, но в 1605 году вернулась в состав церковной провинции Равенны.
С 1872 года епархия Имолы снова была введена в состав церковной провинции Болоньи.

## Ординарии епархии
| - Неизвестный по имени (374); - Sede vacante (374—390 или 412); - Корнелий из Имолы (+446); - Святой Проетт (483); - Неизвестный по имени (483); - Пакациано (502); - Святой Маврелий (532). - Несторе Базилио (574); - Неизвестный по имени (596); - Неизвестный по имени (597); - Деусдедит (632); - Боэто (649); - Барбато (680); - Эудженио (801); - Пьетро (861); - Джованни I (886); - Джованни II (946); - Джованни III (954); - Раймбальдо (997) - Паоло (1012—1047); - Пеллегрино (1047—1053); - Ольдерико (1053—1084); - Морандо (1084—1095); - Отто (1095—1108); - Убальдо (1108—1122); - Отрико (1122—1126); - Бенноне (1126—1139); - Рандуино (1140—1146); - Джерардо (1146—1147); - Блаженный Родольфо (1147—1166) — бенедиктинец; - Арардо (1166—1173); - Энрико (1173—1193). - Альберто (1193—1201); - Альберто Озеллетти (1201—1202) — назначен архиепископом Равенны; - Джеремия (1202—1205); - Майнардино дельи Альдигьери (1205—1249) - Томмазо дельи Убальдини (1249—1269); - Синибальдо (1270—1296 или 1297); - Деутерио (1296 или 1297—1299); - Бенедетто (1299—1300); - Джованни Муто дей Папаццурри (06.02.1300 — 03.08.1302) — назначен епископом Риети; - Маттео Орсини (05.08.1302 — 12.01.1317) — францисканец, назначен епископом Кьюзи; - Раймбальдо (Римбольдо) (1317—1341); - Карло Алидози (1342—1354); - Литто Алидози (1354—1379); - Марино дель Гвидичи (1380—1382) — апостольский администратор; - Гульельмо Алидози (1382—1384); - Джакомо Карафа (1384—1385); - Эмануэле Фиески (1385—1390); - Антонио Кальви (31.10.1390 — 22.12.1395) — назначен епископом Тоди; | - Джакомо Гвидотти (1396—1399); - Никколо д’Aссизи (24.09.1399 — 1402); - Эрмано Бранкалеоне (1402—1412); - Пьетро Ондедеи (1412—1450); - Блаженный Гаспаре Сингиджелли (27.03.1450 — 1457) — доминиканец; - Антонико Кастеллани-Вольта (16.09.1457 — 1470); - Джорджо Буки (06.10.1471 — 1479); - Джакомо Пассарелла (27.11.1479 — 17.09.1488) — назначен епископом Римини; - Симоне Бонадиес (17.09.1488 — 1511) — назначен епископом Римини; - Доменико Скрибонио дей Чербони (1511—1533); - Никколо Ридольфи (04.08.1533 — 17.05.1546) — апостольский администратор; - Джироламо Дандини (17.05.1546 — 11.05.1552); - Анастазио Умберто Дандини (1552—1558); - Джироламо Дандини (1558 — 04.12.1559) — вторично; - Вителлоццо Вителли (07.02.1560 — 24.10.1561) — апостольский администратор; - Франческо Гварини (1561—1569); - Джованни Альдобрандини (26.08.1569 — 09.02.1573); - Винченцо Эрколани (09.02.1573 — 27.11.1579) — доминиканец, назначен епископом Перуджи; - Алессандро Музотти (1579—1607); - Джованни Гарсия Миллини (07.02.1607 — 27.06.1611); - Блаженный Родольфо Палеотти (1611—1619); - Фердинандо Миллини (1619—1644); - Марио Теодоли (17.10.1644 — 19.02.1646); - Марко Антонио Коччини (19.02.1646 — 1653); - Фабио Киджи (13.05.1653 — 07.04.1655) — избран Папой под именем Александра VII; - Джованни Стефано Донги (02.08.1655 — 26.02.1663) — назначен епископом Феррары; - Франческо Мария Гислиери (01.09.1664 — 04.07.1672); - Костанцо Цани (12.09.1672 — 16.06.1694) — бенедиктинец; - Таддео Луиджи даль Верме (02.01.1696 — 14.03.1702) — назначен епископом Феррары; - Филиппо Антонио Гуалтерио (21.11.1701 — 14.10.1709) — назначен архиепископом Тоди; - Улиссе Джузеппе Гоццадини (19.02.1710 — 20.03.1728); - Джузеппе Аккорамбони (12.04.1728 — 1739); - Томмазо Мария Марелли (23.02.1739 — 1752) — ораторианец; - Джованни Карло Банди (20.03.1752 — 23.03.1784); - Барнаба Кьярамонти (14.02.1785 — 08.03.1816) — бенедиктинец, избран Папой под именем Пия VII; - Антонио Ламберто Рускони (8 марта 1816 — 1 августа 1825); - Джакомо Джустиниани (13.05.1826 — 16.12.1832); - Блаженный Джованни Мария Мастай-Ферретти (17.12.1832 — 16.06.1846) — избран Папой под именем Пия IX; - Гаэтано Балуффи (21.09.1846 — 11.11.1866); - Винченцо Моретти (27.03.1867 — 27.10.1871) — назначен архиепископом Равенны; - Луиджи Тезорьери (27.10.1871 — 1901); - Франческо Бальдассарри (1901 — 09.11.1912); - Паолино Джованни Триббьоли (09.04.1913 — 12.05.1956) — капуцин; - Бениньо Каррара (12.05.1956 — 1974); - Луиджи Дардани (12.03.1974 — 19.07.1989); - Джузеппе Фабиани (19.07.1989 — 18.10.2002); - Томмазо Гирелли (с 18 октября 2002 года — по настоящее время). |  |

## Статистика
На конец 2006 года из 145 000 человек, проживающих на территории епархии, католиками являлись 135 000 человек, что соответствует 93,1 % от общего числа населения епархии.
| год  | население | население | население | священники | священники        | священники         | священники                           | постоянные диаконы | монахи  | монахи  | приходы |
| год  | католики  | всего     | %         | всего      | белое духовенство | черное духовенство | число католиков на одного священника | постоянные диаконы | мужчины | женщины | приходы |
| ---- | --------- | --------- | --------- | ---------- | ----------------- | ------------------ | ------------------------------------ | ------------------ | ------- | ------- | ------- |
| 1950 | 144.226   | 144.450   | 99,8      | 243        | 196               | 47                 | 593                                  |                    | 16      | 354     | 132     |
| 1969 | 137.200   | 148.900   | 92,1      | 196        | 162               | 34                 | 700                                  |                    | 46      | 491     | 113     |
| 1980 | 142.700   | 148.200   | 96,3      | 164        | 139               | 25                 | 870                                  |                    | 31      | 365     | 131     |
| 1990 | 138.500   | 143.600   | 96,4      | 153        | 139               | 14                 | 905                                  |                    | 17      | 340     | 111     |
| 1999 | 149.000   | 150.000   | 99,3      | 136        | 121               | 15                 | 1.095                                | 6                  | 16      | 337     | 108     |
| 2000 | 135.000   | 139.000   | 97,1      | 135        | 120               | 15                 | 1.000                                | 9                  | 17      | 170     | 109     |
| 2001 | 135.000   | 140.000   | 96,4      | 133        | 120               | 13                 | 1.015                                | 9                  | 14      | 163     | 108     |
| 2002 | 135.000   | 140.000   | 96,4      | 132        | 120               | 12                 | 1.022                                | 9                  | 13      | 158     | 108     |
| 2003 | 135.000   | 140.000   | 96,4      | 131        | 117               | 14                 | 1.030                                | 9                  | 15      | 153     | 108     |
| 2004 | 135.000   | 140.000   | 96,4      | 123        | 110               | 13                 | 1.097                                | 9                  | 15      | 150     | 109     |
| 2006 | 135.000   | 145.000   | 93,1      | 119        | 106               | 13                 | 1.134                                | 9                  | 17      | 140     | 108     |